# Telmatoscopus anomalus
Telmatoscopus anomalus är en tvåvingeart som först beskrevs av Satchell 1958.  Telmatoscopus anomalus ingår i släktet Telmatoscopus och familjen fjärilsmyggor. Inga underarter finns listade i Catalogue of Life.